# Ardisia stonei
Ardisia stonei là một loài thực vật có hoa trong họ Anh thảo. Loài này được Sasidh. & Sivar. mô tả khoa học đầu tiên năm 1994.